# Renate Bauer (Moderatorin)
Renate Bauer (* 17. Dezember 1939 als Renate Görner in Berlin) ist eine deutsche ehemalige Schauspielerin und Fernsehansagerin.

## Leben
Renate Bauer wuchs als älteste von drei Schwestern in Berlin auf. In jungen Jahren betrieb sie Gerätturnen, später entspannte sie sich mit Schwimmen vom Berufsalltag. Der Weg dorthin, in den Beruf, wurde durch die Mittlere Reife, eine anschließende Ausbildung zur Großhandelskauffrau sowie eine zweijährige Sprechausbildung geebnet. Zunächst war sie Chefsekretärin bei Peter Boenisch. Lediglich eine kurze Zeit nach ihrer Heirat blieb sie ohne Anstellung, denn Hausfrau zu sein füllte sie nicht aus. Ihr neuer Vorgesetzter wurde der Sendeleiter des Senders Freies Berlin, Heinz Schmidt-Faber, der stets auf der Suche nach neuen Sprechertalenten war. So wurde aus der als Sekretärin eingestellten Renate Bauer rasch die – nach Edith Groblebens Ausscheiden – populärste Ansagerin des SFB.
Insgesamt stand sie von Mai 1965 bis 1999 in Diensten des Senders. Sie hat maßgeblichen Anteil daran, dass ihre Schulfreundin Ute Boy in ihr Metier nachfolgte.
Außer den Ansagen im Berliner Regionalprogramm sorgte sie auch für Programm-Einführungen in der ARD. Im Dritten Programm verlas sie einige Jahre lang die Nachrichten innerhalb der Abendschau. Als 1972 der deutsche Vorentscheid für den Eurovision Song Contest in der Verantwortung des Hessischen Rundfunks und des Senders Freies Berlin lag, moderierte sie mit der HR-Kollegin Karin Tietze-Ludwig die Veranstaltung aus dem SFB-Studio A.
Renate Bauer ist seit dem 16. Juni 1964 mit Rolf Bauer verheiratet. Rolf Bauer wirkte in der Übergangszeit der 1960er in die 1970er Jahre als Schauspieler in Slapstick-Komödien und Softsexfilmen mit, mehr Beachtung erhielt er jedoch als Filmkomponist – vor allem für die Titelmelodie der Serie Drei Damen vom Grill. Tochter Julia kam am 16. Mai 1970 zur Welt.

## Filmografie (Auswahl)
Fernsehserie
- 1966: Die seltsamen Methoden des Franz Josef Wanninger
- 1970: Der Kurier der Kaiserin
- 1989: Berliner Weiße mit Schuß
- 1991: Wie gut, daß es Maria gibt

Fernsehfilm
- 1962: Rhapsodie in Rot-Weiß-Rot
- 1962: Stützen der Gesellschaft
- 1962: Das haben die Mädchen gern
- 1965: Weekend im Paradies
- 1966: Quadrille
- 1970: Die Türken kommen
- 1970: Zug fährt Wiental
- 1970: Passion eines Politikers
- 1970: Vinzenz, warum tust du das?
- 1971: Der junge Baron Neuhaus
- 1971: Die sieben Ohrfeigen
- 1975: Heirat auf Befehl
- 1980: Hollywood, ich komme
- 1986: Gestatten, Bestatter